# 多鱗鮗
多鱗鮗為輻鰭魚綱鱸形目鱸亞目七夕魚科的其中一種，分布於西印度洋的南非東部海域，棲息深度可達3公尺，體長可達25公分，棲息在珊瑚礁，屬肉食性，雄魚有護卵的行為。

## 擴展閱讀
維基物種上的相關：多鱗鮗